# Mesnil-Verclives
Mesnil-Verclives – miejscowość i gmina we Francji, w regionie Normandia, w departamencie Eure.
Według danych na rok 1990 gminę zamieszkiwały 203 osoby, a gęstość zaludnienia wynosiła 20 osób/km² (wśród 1421 gmin Górnej Normandii Mesnil-Verclives plasuje się na 698 miejscu pod względem liczby ludności, natomiast pod względem powierzchni na miejscu 341).